# Quandrus pepsoides
Quandrus pepsoides är en stekelart som först beskrevs av Smith 1852.  Quandrus pepsoides ingår i släktet Quandrus och familjen brokparasitsteklar. Inga underarter finns listade i Catalogue of Life.